# Pselliophora latifascipennis
Pselliophora latifascipennis är en tvåvingeart som beskrevs av Enrico Adelelmo Brunetti 1918. Pselliophora latifascipennis ingår i släktet Pselliophora och familjen storharkrankar. Inga underarter finns listade i Catalogue of Life.